# Manonychus rosettae
Manonychus rosettae är en skalbaggsart som beskrevs av Frey 1976. Manonychus rosettae ingår i släktet Manonychus och familjen Melolonthidae. Inga underarter finns listade i Catalogue of Life.